# Ростовский музыкальный театр
Ростовский государственный музыкальный театр — музыкальный театр на Юге России. Находится в городе Ростове-на-Дону.

## История
До революции 1917 года интерес зрителей Ростова к музыкальному театру удовлетворялся гастрольными заезжими труппами. В 1869 году антрепренёр Григорий Ставрович Вальяно привозил из Парижа оперетты Жака Оффенбаха. В 1892 году антрепренёр Георгий Черкасов основал в городе первый оперный театр. Новый театр работал всего два сезона, однако жанр оперетты прижился в Ростове-на-Дону. Гастроли оперных певцов и музыкантов в Ростове продолжались. Здесь выступали Ф. Шаляпин, С. Рахманинов, А. Скрябин, Л. Собинов и др.
Ростов-на-Дону — один из старейших центров музыкальной жизни Юга России. В 1919 году здесь возник Ростовский театр музыкальной комедии, в январе 1931 года он получил статус государственного. Это был Ростовский-на-Дону театр музыкальной комедии Северо-Кавказского объединения музыкальных, эстрадных и цирковых предприятий (ГОМЭЦ).
Театр начал работать на маленькой сцене клуба Электриков и имел в составе коллектива небольшое количество актёров. Через
некоторое время в театр влилась большая актёрская группа из Саратова. Первоначально театр находился в структуре Центрального управления государственными цирками (ЦУГЦ). В 1937 году театр уже не придаток цирка, а вполне самостоятельное объединение профессионалов.

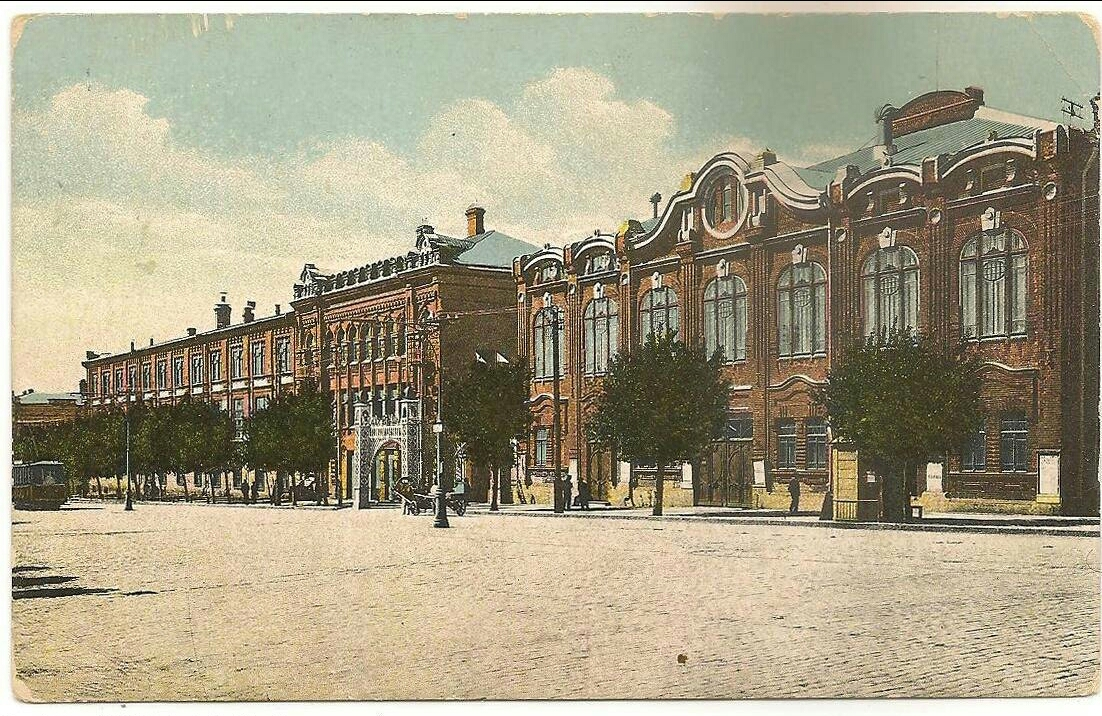
Театр Машонкина

С 1935 года и до начала Великой Отечественной войны театр размещался в большом театральном здании бывшего Театра-цирка Машонкиных (в 1930-х годах носил имя К. Маркса), рассчитанном на 1500 зрителей. Здание было построено под нужды цирка. Внутренние помещения в театре могли трансформироваться из цирковых в театральные, купол закрывался подвесным потолком, расширялась сцена, убирались стулья и т. д., однако для оперной труппы это здание не было удачным. Из-за высокого потолка здания в нём создавались неблагоприятные акустические условия, сцена не имела никаких механических приспособлений. Во время Великой Отечественной войны здание театра, построенного купцами Машонкиными, сгорело и уже не восстанавливалось.

После войны театр переехал в здание Клуба приказчиков (ул. Серафимовича, 88), построенное в 1899 году и отнесенное ныне к памятникам архитектуры XIX—XX веков. Здесь театр размещался до 1999 года.

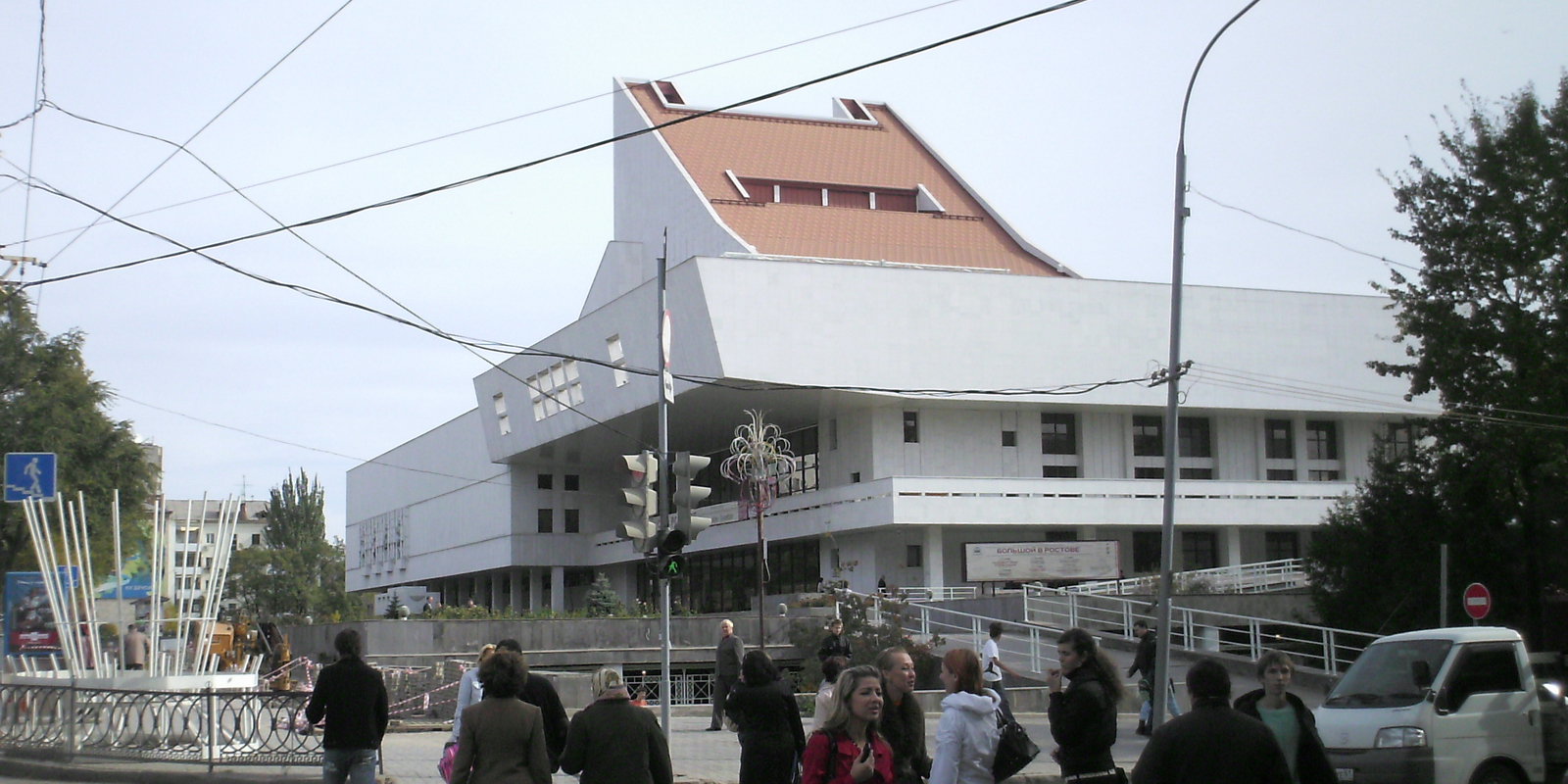
Вид с угла Кировского проспекта и Большой Садовой улицы

Большую часть квартала на месте сегодняшнего Ростовского государственного музыкального театра занимали невзрачные одно- и двухэтажные жилые здания, а также двухэтажная физиотерапевтическая больница. В 1960-х годах было решено их снести и построить новый, крупнейший в Ростове универмаг самообслуживания под названием «Суперсам», но проект универмага был забракован. В то время старое здание театра музкомедии, находившееся рядом с администрацией Кировского района, уже было в плохом состоянии, а помещений для оперы и балета не было вовсе. Решено было строить современное здание. Правительство страны согласовало только строительство нового здания для театра музкомедии, но городские власти, начав строить по титулу театр музкомедии, всё же имели в виду полноценный музыкальный театр. В 1977 году снесли почти весь квартал и началась стройка театра в виде белого рояля с поднятой крышкой. Создателями нового здания театра стали молодые архитекторы Л. Лобак, Г. Дуков, В. Хафизов.
В 1980-х годах в стране начались экономические трудности. Стройку приостановили, в центре города образовалась запущенная стройплощадка.
Общее время стройки заняло 22 года.
В сентябре 1999 года театр переехал в новое здание. Он изменил свой статус и, являясь правопреемником театра музыкальной комедии, включил в свой репертуар оперу, балет, оперетту, мюзикл, рок-оперу, музыкальную новеллу, симфонические концерты.
Балетную и оперную труппы для нового театра набирали по всей стране.
Театр хранит старинные музыкальные традиции и смело экспериментирует в области современного искусства. Ежегодно театр показывает около 300 спектаклей и концертов на Большой (1008 зрительских мест) и Камерной (238 мест) сценах, а также в музыкально-развлекательном центре «Белый рояль».
За 10 лет на сцене театра были созданы оперные спектакли «Кармен» Ж. Бизе, «Паяцы» Р. Леонкавалло, «Севильский цирюльник» Дж. Россини, «Травиата» и «Риголетто» Дж. Верди, «Мадам Баттерфляй» и «Богема» Дж. Пуччини, «Царская невеста» Н. А. Римского-Корсакова, «Князь Игорь» А. П. Бородина, «Евгений Онегин», «Иоланта» и «Пиковая дама» П. И. Чайковского, «Леди Макбет Мценского уезда» Д. Д. Шостаковича, «Свадьба Фигаро» и «Волшебная флейта» В. А. Моцарта и многие другие; балетные спектакли «Тщетная предосторожность» Л. Герольда и П. Л. Гертеля, «Жизель» А. Адана, «Дон Кихот» Л. Ф. Минкуса, «Лебединое озеро», «Спящая красавица» и «Щелкунчик» П. И. Чайковского, «Болеро» М. Равеля, «Ромео и Джульетта» С. С. Прокофьева, «Гамлет» на музыку Д. Д. Шостаковича, «Драма на охоте» на музыку П. И. Чайковского, «Белоснежка и семь гномов» Т. Кочака; оперетты «Принцесса цирка», «Королева чардаша» и «Баядера» И. Кальмана, «Летучая мышь» и «Цыганский барон» И. Штрауса, «Бал в Савойе» П. Абрахама, «Веселая вдова» Ф. Легара, «Бабий бунт» Е. Н. Птичкина, «Орфей в аду» Ж. Оффенбаха, «Белая акация» И. О. Дунаевского; спектакль-ревю «Звуки мюзикла» и многие другие.

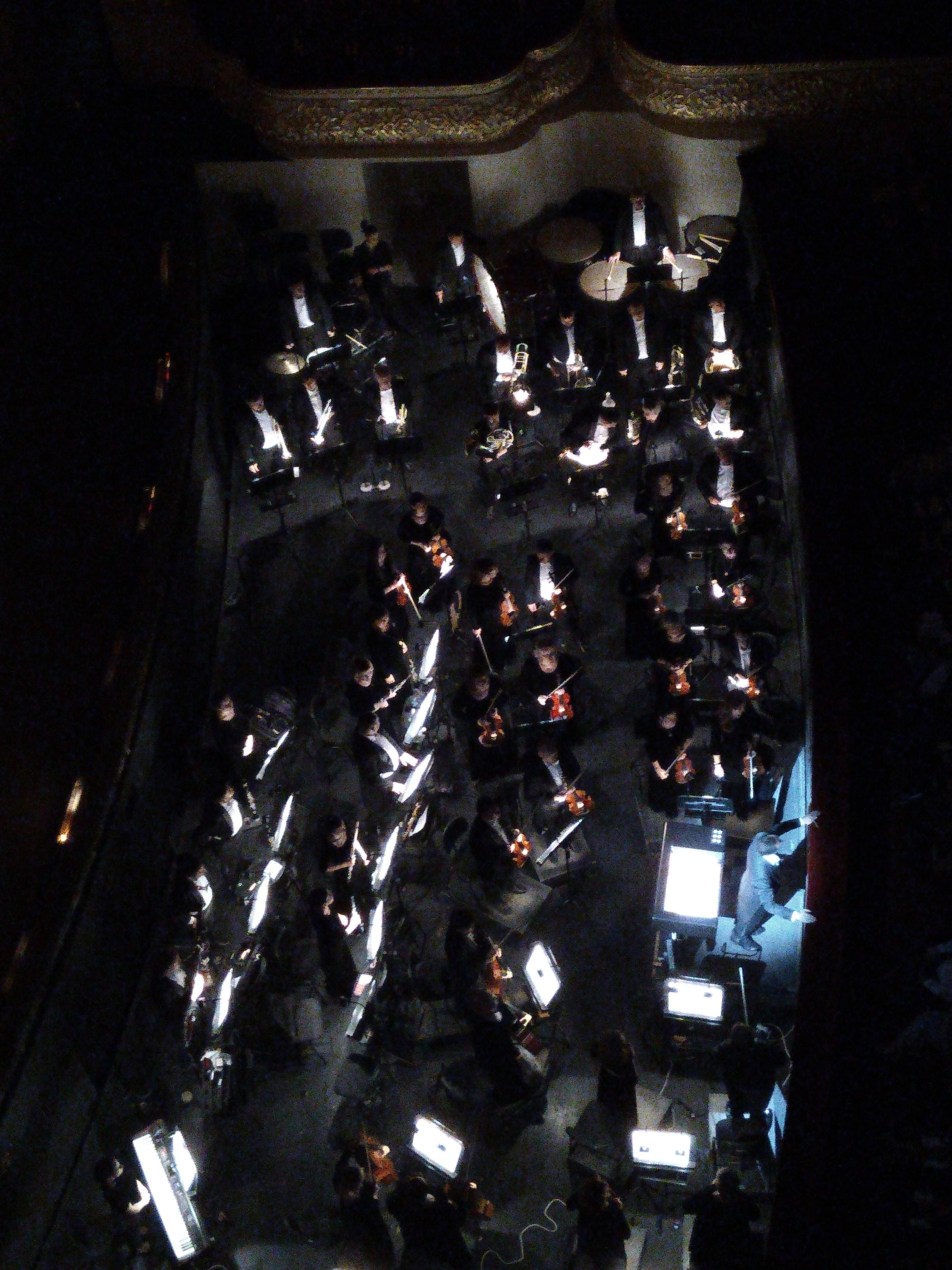
Оркестр Ростовского театра во время гастролей в Москве, дирижёр — Андрей Иванов (опера «Жанна Д’Арк», Большой театр, 4 июля 2019)

У театра обширная гастрольная география. Труппа побывала на гастролях в Германии, Италии, Испании, Португалии, Великобритании, Ирландии, Объединённых Арабских Эмиратах, Катаре. Театр известен новаторскими постановками, одна из последних таких работ — балет «Болеро. Любовь и страсть».

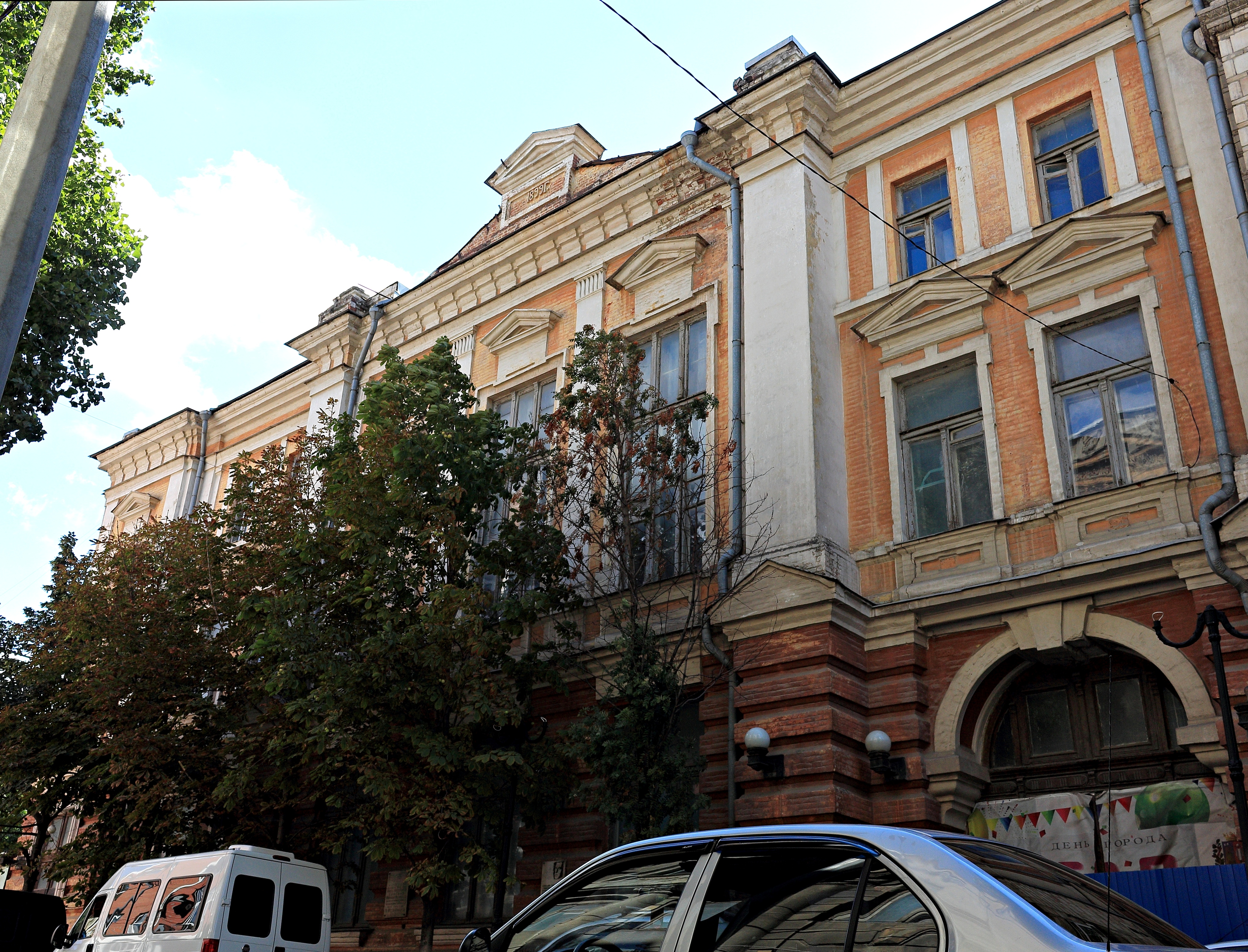
Фасад клуба приказчиков со стороны улицы Серафимовича

В 2008 году впервые в российской практике оперная премьера «Кармен» Ростовского музыкального театра транслировалась на весь мир по сети Интернет согласно условиям ежегодного Международного театрального интернет-фестиваля «Театральная паутина».

## Балетная труппа
Профессиональный балет в Ростове появился осенью 2000 года, когда по приглашению художественного руководителя РГМТ Вячеслава Кущёва в наш город приехали заслуженный артист России и Белоруссии Олег Корзенков, который стал первым главным балетмейстером театра, балетмейстер-постановщик Елена Иванова и Александр Иванов, ставший директором балетной труппы. Уже через четыре месяца ростовчане увидели на сцене музыкального театра первый балетный спектакль, «Жизель» А. Адама.
С 2014 года балетную труппу Ростовского государственного музыкального театра возглавляет народный артист России Фарух Рузиматов.
С 2017 года балетную труппу театра возглавляет Иван Кузнецов, которому удалось существенно омолодить и расширить труппу (среди них выпускники МГАХ, АРБ им. Вагановой, Пермского и Новосибирского училищ), создать ряд оригинальных проектов, (ежегодный фестиваль балета им. О. А. Спесивцевой, творческо-образовательные проекты «Балет для всех» и «Легенды балета»), организовать продолжительные (более месяца) гастроли труппы во Франции, провести гастроли в Большом театре России (в 2019 «Эсмеральда» на Исторической сцене, в 2021 «Спартак» на Новой сцене), в Мариинском театре («Золушка» 2022 получила высокую оценку Гергиева).
Проекты балетной труппы:
Фестиваль Спесивцевой (2017, 2018, 2019, 2020)
Формат фестиваля предполагает участие мировых звезд балета в репертуарных спектаклях ростовского музыкального театра, а также выставки, творческие встречи и т. д. Идейным вдохновителем и организатором фестиваля является гл. балетмейстер театра Иван Кузнецов.
С момента основания фестиваля гостями фестиваля стали: М. Г. Мессерер (Михайловский театра, Ковент Гарден), Андрей Клемм (Парижская опера), Александр Волчков, Мария Александрова, Владислав Лантратов (Большой театр), Оксана Кардаш, Иван Михалев (МАМТ Станиславского и Немировича-Данченко), Рената Шакирова (Мариинский театр), Ирина Перрен, Сабина Яппарова, Иван Зайцев, Марат Шемиунов (Михайловский театр), Светлана Свинко (Театр им. Якобсона), Адамжан Бахтияр (Астана Опера), Диана Косырева (Будапештский театр оперы и балета), Дину Тамазлакару (Берлинская Опера), Балет «Москва» и многие другие.
«Балет для всех» (2020)
Просветительский проект, призванный погрузить ростовского зрителя в мир балета. Вечера имели лекционную составляющую с видео-рядом, а также интервью, встречи артистами и педагогами, которые завершались автограф-сессиями. Среди тем, о которых рассказывал автор и ведущий проекта Иван Кузнецов были: юмор в балете, кинематограф о балете, современная хореография и педагогика в театре.
«Легенды балета» (2019, 2021, 2022)
Цикл концертов с лекционной частью, рассказывающий о судьбах великих артистов балета. С 2021 по 2023 годы было проведено 5 концертов, посвященных Майе Плисецкой, Рудольфу Нуриеву, Екатерине Максимовой, Александру Годунову и Софье Головкиной. В каждом концерте были представлены новые для ростовской публики номера, а каждый хореографический фрагмент предваряла аннотация и видео-клип.

## Известные балетные постановки
- 2001 — Жизель. Музыкальный руководитель — Андрей Галанов, балетмейстеры-постановщики — Елена Иванова, Олег Корзенков, художник-постановщик — Сергей Бархин[6].
- 2013 — «Белоснежка и семь гномов». Музыка — Тибор Кочак, хореография — Дьюла Харангозо[7][8][9].
- 2018 — «Баядерка» — хореография М. Петипа, редакция Ю. Малхасянц
- 2019 — «Эсмеральда» — хореография В. П. Бурмейстера (хореографы-постановщики заслуженный артист РФ М. В. Крапивин и народная артистка РСФСР М. С. Дроздова
- 2019 — «Болеро. Любовь и страсть» — балетмейстер-постановщик Н. Калинина
- 2020 — «Спартак» — балетмейстер-постановщик Г. Ковтун
- 2022 — «Кармен-сюита» — хореография А. Алонсо; хореограф-постановщик — В. Барыкин
- 2022 — «Призрачный бал» — хореография Д. Брянцева; хореограф-постановщик — Г. Крапивина
- 2022 — «Золушка» — балетмейстер-постановщик И. Кузнецов
- 2023 — «Коппелия» — балетмейстер-постановщик И. Кузнецов

## Известные оперные постановки
- 2008 — «Кармен»[3]. Музыка — Жорж Бизе. Режиссёр-постановщик — Юрий Лаптев[3].
- 2010 — «Князь Игорь»[10][11].
- 2021 — «Турандот» . Музыка — Дж. Пуччини. Режиссёр-постановщик Павел Сорокин, дирижёр Андрей Иванов, художник-постановщик Вячеслав Окунев.